# Flutter
Flutter és un framework del llenguatge de programació Dart per a desenvolupament mòbil, aquest és de codi obert creat per Google. S'utilitza per a desenvolupar aplicacions per a Android i iOS. També ha sigut utilitzat com el principal mètode per a crear aplicacions per a Google Fuchsia.
Els avantatges d'aquest sobre els tradicionals llenguatges com Java són:
- Desenvolupament molt més ràpid
- Una sola font de codi
- Més ràpid

L'aplicació mòbil oficial per al musical Hamilton va ser creada utilitzant Flutter.
Flutter consta tant d'un llenguatge d'interfície d'usuari com d'un motor de renderització. Quan una aplicació Flutter es compila, s'envia tant amb el codi d'interfície d'usuari com amb el mecanisme de renderització, que ocupa aproximadament 4 MB en format comprimit. Això es diferencia de molts altres marcs d'interfície d'usuari, que es basen en un motor de renderització separat i envien només el codi d'interfície d'usuari, com les aplicacions natives d'Android, que es basen en l'Android SDK per al dispositiu o les aplicacions web HTML / JavaScript, que confien en el motor HTML de l'usuari i el motor JavaScript.
La primera versió de Flutter era coneguda com "Sky" i funcionava en el sistema operatiu. Va ser presentat a la cimera de desenvolupadors Dart 2015 amb la intenció declarada de proporcionar una renderització a 120 fotogrames per segon. Durant el programa principal dels Dies de Desenvolupadors de Google a Xangai al setembre de 2018, Google va anunciar la Flutter Release Preview 2. El 4 de desembre de 2018, a l'esdeveniment Flutter Live es va llançar Flutter 1.0. L'11 de desembre de 2019, a l'esdeveniment interactiu Flutter es va llançar Flutter 1.12.
L'any 2023, Statista va informar que el 46% dels desenvolupadors preferien Flutter, la qual cosa el va fer popular entre els marcs multiplataforma no només entre els programadors, sinó també entre els propietaris de negocis que volien que les seves aplicacions fossin més ràpides, més econòmiques i, al mateix temps, orientades cap a la qualitat.
El component principal de l'aplicació Flutter és el "widget", que al seu torn pot constar d'altres widgets. El widget descriu la lògica, la interacció i el disseny d'un element d'interfície d'usuari amb una implementació similar a React. A diferència d'altres eines multiplataforma com React Native i Xamarin, que renderitzen els widgets utilitzant components natius de la plataforma, Flutter renderitza els propis widgets píxel per píxel.